# Atle Torvanger
Atle Torvanger (Bremanger, 23 giugno 1963) è un ex calciatore norvegese, di ruolo difensore.

## Carriera

### Club
Torvanger giocò nel Sogndal, prima di trasferirsi al Brann. Con questa maglia, esordì nella 1. divisjon in data 1º maggio 1988, subentrando a Jan Erlend Kruse nella sconfitta per 1-2 contro il Vålerengen. Nel 1992, tornò al Sogndal.